# لوکا فیوردیلینو
لوکا فیوردیلینو (انگلیسی: Luca Fiordilino؛ زادهٔ ۲۵ ژوئیهٔ ۱۹۹۶) بازیکن فوتبال اهل ایتالیا است.
از باشگاه‌هایی که در آن بازی کرده‌است می‌توان به باشگاه فوتبال پالرمو و باشگاه فوتبال لچه اشاره کرد.
وی همچنین در تیم ملی فوتبال Italy B بازی کرده‌است.